# Aaron Molinas
Aaron Nicolás Molinas (Lomas del Mirador, 2 agosto 2000) è un calciatore argentino, centrocampista del Defensa y Justicia.

## Caratteristiche tecniche
È un trequartista.

## Carriera

### Club
Cresciuto nel settore giovanile del Boca Juniors, debutta in prima squadra il 17 luglio 2021 in occasione dell'incontro di Primera División pareggiato 1-1 contro l'Unión (SF).

### Nazionale
Ha giocato nella nazionale argentina Under-20.

## Statistiche

### Presenze e reti nei club
Statistiche aggiornate al 29 aprile 2025.
| Stagione                  | Squadra                   | Campionato                | Campionato | Campionato | Coppe nazionali | Coppe nazionali | Coppe nazionali | Coppe continentali | Coppe continentali | Coppe continentali | Altre coppe | Altre coppe | Altre coppe | Totale | Totale |
| Stagione                  | Squadra                   | Comp                      | Pres       | Reti       | Comp            | Pres            | Reti            | Comp               | Pres               | Reti               | Comp        | Pres        | Reti        | Pres   | Reti   |
| ------------------------- | ------------------------- | ------------------------- | ---------- | ---------- | --------------- | --------------- | --------------- | ------------------ | ------------------ | ------------------ | ----------- | ----------- | ----------- | ------ | ------ |
| 2021                      | Boca Juniors              | PD                        | 18         | 0          | CA+CdL          | 1+0             | 0               | CL                 | 1                  | 0                  | -           | -           | -           | 20     | 0      |
| 2022                      | Boca Juniors              | PD                        | 14         | 0          | CA+CdL          | 2+11            | 0               | CL                 | 0                  | 0                  | TdC         | 0           | 0           | 27     | 0      |
| Totale Boca Juniors       | Totale Boca Juniors       | Totale Boca Juniors       | 32         | 0          |                 | 14              | 0               |                    | 1                  | 0                  |             | 0           | 0           | 47     | 0      |
| 2023                      | Tigre                     | PD                        | 22         | 1          | CA+CdL          | 1+13            | 0               | CS                 | 6                  | 0                  | -           | -           | -           | 42     | 1      |
| 2024                      | Defensa y Justicia        | PD                        | 24         | 5          | CA+CdL          | 0+4             | 0+1             | CS                 | 3                  | 0                  | -           | -           | -           | 31     | 6      |
| 2025                      | Defensa y Justicia        | PD                        | 14         | 2          | CA              | 0               | 0               | CS                 | 3                  | 0                  | -           | -           | -           | 17     | 2      |
| Totale Defensa y Justicia | Totale Defensa y Justicia | Totale Defensa y Justicia | 38         | 7          |                 | 4               | 1               |                    | 6                  | 0                  |             | -           | -           | 48     | 8      |
| Totale carriera           | Totale carriera           | Totale carriera           | 92         | 8          |                 | 32              | 1               |                    | 13                 | 0                  |             | 0           | 0           | 137    | 9      |

## Palmarès

### Club

#### Competizioni nazionali
- Copa Argentina: 1

Boca Juniors: 2019-2020
- Copa de la Liga Profesional: 1

Boca Juniors: 2022
- Campionato argentino: 1

Boca Juniors: 2022